# Valrhona
Valrhona est une entreprise de transformation du cacao fondée en 1922 située à Tain-l'Hermitage.
Elle fait partie du Groupe Savencia.

## Historique
La Chocolaterie du Vivarais, fondée en 1922 par Albéric Guironnet, est reprise en 1939 par l'entrepreneur Albert Gonnet, qui la renomme en 1947 Valrhôna, contraction de vallée du Rhône,. En 1966, l'entreprise devient la chocolaterie de Loisy et Genet, et produit ses premières couvertures de chocolat. Elle est rachetée en 1984 par Jean-Noël Bongrain, dirigeant du groupe fromager Bongrain, qui la renomme Valrhona,. 
L’entreprise dirige également l'École Valrhona, créée en 1989 à Tain-L'Hermitage, mais aussi implantée à Tokyo en 2007, Viroflay en 2010, Brooklyn en 2015 et Paris en 2022,.  L'entreprise crée en 2006 la Fondation Valrhona pour le Goût, remplacée plus tard par le Fonds Solidaire Valrhona,, et ouvre sa Cité du Chocolat Valrhona à Tain-l'Hermitage en 2013.
Valrhona obtient la certification B Corp, en 2020.
L’entreprise importe du cacao depuis différentes zones de production dans plus d'une dizaine de pays dont le Brésil, Madagascar, la République Dominicaine, la Côte d’Ivoire, ou encore le Pérou,, .